# Chainlink
Chainlink est un réseau oracle de blockchain décentralisé construit sur Ethereum,. Le réseau est destiné à être utilisé pour faciliter le transfert de données inviolables de sources off-chain vers des contrats intelligents on-chain. Ses créateurs affirment qu'il peut être utilisé pour vérifier si les paramètres d'un contrat intelligent sont respectés de manière indépendante de toute partie prenante du contrat en connectant le contrat directement aux données, événements, paiements et autres entrées du monde réel.

## Histoire
Chainlink est créé en 2017 par Sergey Nazarov et Steve Ellis, qui ont co-écrit un livre blanc présentant le protocole et le réseau Chainlink avec Ari Juels, professeur à l'Université Cornell, la même année. Chainlink agit comme un "pont" entre une blockchain et des environnements off-chain. Le réseau, qui sert les contrats intelligents, est officiellement lancé en 2019.
En 2018, Chainlink intègre Town Crier, un oracle blockchain basé sur un environnement d'exécution fiable sur lequel Juels a également travaillé. Town Crier connecte la blockchain Ethereum avec des sources Web qui utilisent HTTPS.
La marque Chainlink est enregistrée aux îles Caïmans en décembre 2019, la société créée étant Smartcontract Chainlink Sezc, Ltd.[réf. nécessaire]
En 2020, Chainlink intègre DECO, un projet Cornell co-créé par Juels. DECO est décrit par ses auteurs comme un protocole utilisant des preuves à divulgation nulle de connaissance (zero-knowledge proofs) pour permettre aux utilisateurs de prouver que les informations sont fidèles à un oracle blockchain sans révéler d'informations sensibles, telles que les dates de naissance. Chainlink publie un deuxième livre blanc en avril 2021. Ce document, intitulé Chainlink 2.0: Next Steps in the Evolution of Decentralized Oracle Networks, détaille une vision en faveur de l'extension du rôle et des capacités des réseaux oracle décentralisés pour inclure des contrats intelligents hybrides, utilisant le code on-chain et les services off-chain fournis par les réseaux oracle.

## Technologie

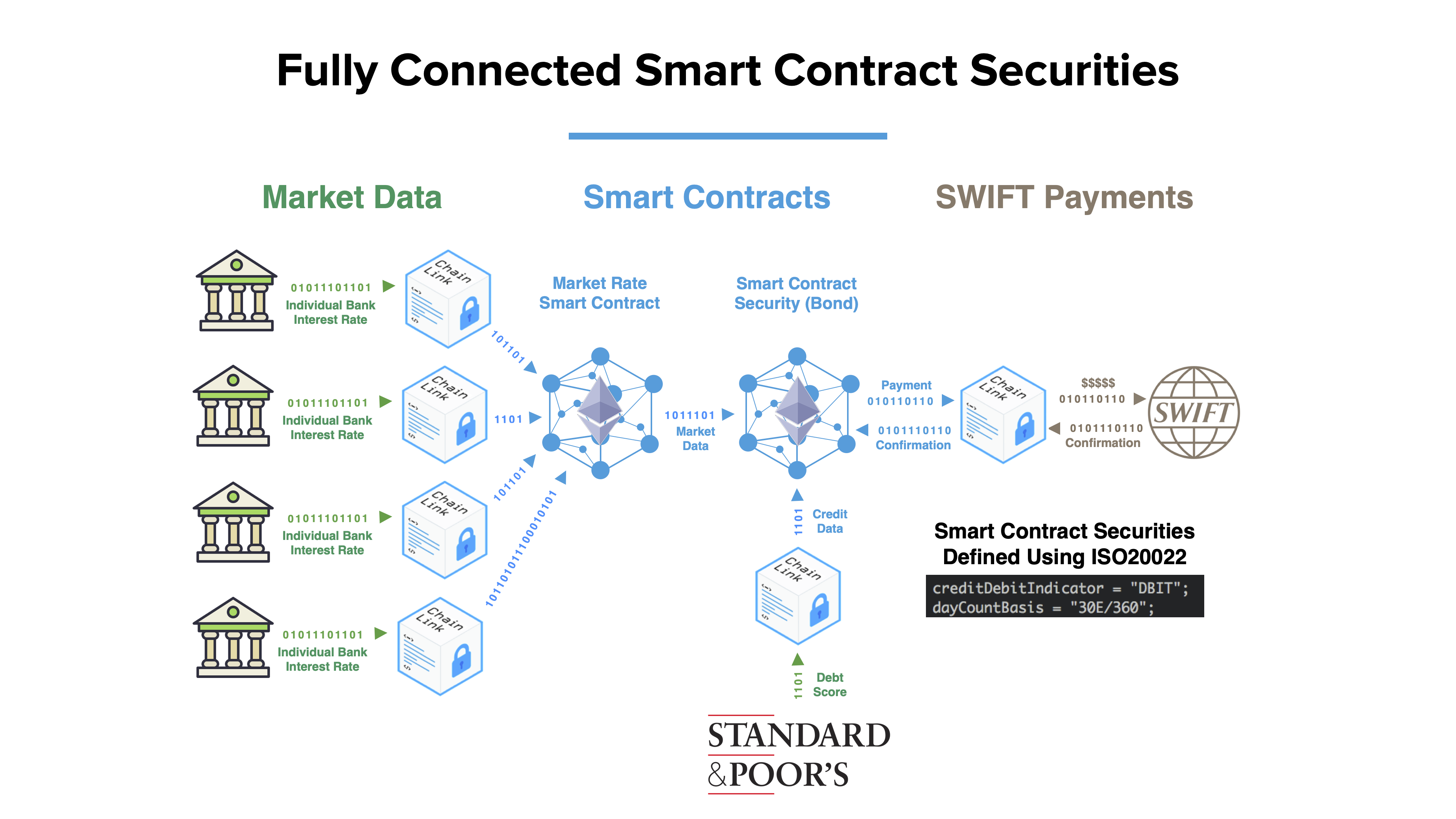
Une représentation visuelle de "l'architecture des obligations intelligentes" de Chainlink

Le réseau oracle décentralisé de Chainlink est une infrastructure technologique open source permettant à n'importe quelle blockchain de se connecter en toute sécurité à des données et à des ressources de calcul off-chain. Les nœuds du réseau récupèrent, valident et fournissent des données provenant de plusieurs sources sur des blockchains  pour exécuter des contrats intelligents.
En plus du transfert d'informations externes vers une blockchain, Chainlink peut également être utilisé pour plusieurs fonctions de calcul off-chain différentes, y compris une fonction aléatoire vérifiable et des flux de données. Les flux de données sont utilisés pour mettre on-chain des données électorales.
Le VRF de Chainlink peut être utilisé pour la génération de nombres aléatoires qui peuvent être utilisés dans les jeux décentralisés. ZDNet signale que la vérifiabilité de la génération de nombres aléatoires garantit que les résultats du jeu sont infalsifiables.

## Le token LINK
Les opérateurs de nœuds sont rémunérés avec la crypto-monnaie native du réseau, LINK. Le jeton LINK de Chainlink est un jeton ERC677, une extension d'ERC-20. Les jetons agissent comme des charges utiles de données, fournissant les données requises à partir de sources off-chain aux contrats intelligents, qui agissent ensuite en conséquence en réponse aux données fournies par le jeton. Selon Chainlink, la valeur commerciale dérivée de ces jetons est utilisée pour payer les opérateurs de nœuds pour la récupération des données des contrats intelligents, ainsi que pour les dépôts placés par les opérateurs de nœuds selon les exigences des créateurs de contrats. Les jetons peuvent être stockés dans n'importe quel portefeuille ERC-20, car le jeton ERC677 conserve toutes les fonctionnalités d'un jeton ERC-20,.